# Chlamydocardia buettneri
Chlamydocardia buettneri är en akantusväxtart som beskrevs av Gustav Lindau. Chlamydocardia buettneri ingår i släktet Chlamydocardia och familjen akantusväxter. Inga underarter finns listade i Catalogue of Life.